# MuPDF
MuPDF è un software libero e open source, scritto in linguaggio C, che implementa un motore di parsing e rendering per documenti PDF, XPS e EPUB. È utilizzato principalmente per visualizzare le pagine come bitmap, ma supporta anche funzionalità come la ricerca, l'indice dei contenuti e i collegamenti ipertestuali.
Il software è focalizzato su velocità, dimensioni ridotte del codice e rendering anti-aliasing di alta qualità. Dalla versione 1.2 supporta funzionalità interattive opzionali, come moduli compilabili, JavaScript e transizioni.
La libreria include un visualizzatore rudimentale per X11 e Windows, oltre a strumenti da linea di comando come mutool draw (per il rendering), mutool show (per l’analisi della struttura dei file), mutool clean (per la riscrittura) e mutool run, un interprete JavaScript per modificare o creare file PDF.
Diversi programmi liberi utilizzano MuPDF per il rendering di documenti PDF, tra cui Sumatra PDF. È anche disponibile come pacchetto per la maggior parte delle distribuzioni Unix-like.
La libreria è stata portata su molte piattaforme, tra cui Amazon Kindle, HP TouchPad, PlayStation Portable, Wii, e DOS.

## Storia
Nel 2002, Tor Andersson iniziò lo sviluppo di MuPDF basandosi sulla libreria di rendering Libart di Raph Levien. Dopo l'acquisizione del progetto da parte di Artifex Software, l’attenzione si è spostata sulla creazione di una nuova libreria grafica chiamata Fitz. Inizialmente sviluppata come progetto di R&S per sostituire la vecchia libreria di Ghostscript, Fitz è poi diventata il motore di rendering di MuPDF.
Nel 2005 è stata rilasciata la prima versione con Fitz.
Nel 2009, Artifex Software intentò una causa per violazione del copyright contro Palm, Inc., accusandola di aver violato i diritti d'autore relativi a MuPDF. All'epoca, Artifex offriva MuPDF con una doppia licenza: sotto la GPLv2 oppure con una licenza proprietaria destinata all'uso commerciale. Palm aveva incluso MuPDF nel sistema operativo webOS e, in conformità alla GPLv2, aveva pubblicato il codice sorgente modificato della libreria. Tuttavia, Artifex sostenne che l'utilizzo della versione GPL non fosse adeguato per usi "commerciali", poiché l'intero prodotto aggregato (il visualizzatore PDF integrato in webOS) avrebbe dovuto essere distribuito sotto licenza GPL. La causa fu successivamente archiviata volontariamente da Artifex nel 2011.
Nel 2011 è stato aggiunto il supporto per XPS tramite codice derivato da GhostXPS.
Dal 2013, con la versione 1.2, la licenza è passata da GNU General Public License a GNU Affero General Public License v3.